# Ludwigsburger Maschinenbau
Die Ludwigsburger Maschinenbau GmbH war ein Werkzeugmaschinenhersteller in Ludwigsburg. Sie wurde 1947 von Flüchtlingen aus der sowjetischen Besatzungszone gegründet und ging 1976 in Konkurs.

## Anfänge
Die Ludwigsburger Maschinenbau GmbH, auch „Lumag“ oder „Burr“ genannt, wurde am 1. November 1947 in Ludwigsburg durch die Oberingenieure Willi Burr und Walter Trampusch gegründet. Beide Gründer waren erfahrene und routinierte Fachleute des Werkzeugmaschinenbaus, die in Plauen/Vogtland bei der Vogtländischen Maschinenfabrik AG, ein Unternehmen von Weltruf, die Fertigung von Feinstbohrwerken und Sondermaschinen leiteten.
Bereits im Jahre 1947 entwickelten und baute die Ludwigsburger Maschinenbau neue Feinstbohrwerke und Sondermaschinen der verschiedensten Typen. Ihr oberster Grundsatz für den Maschinenbau war höchste Präzision. Später folgten Transferstraßen für die motorbauende Industrie im In- und Ausland. Zu den großen Kunden gehörten insbesondere die deutschen Autobauer, die für den Motorenbau präzise Werkzeugmaschinen benötigten.
Unter den ersten Beschäftigten des Unternehmens befinden sich ein Stab von Ingenieuren, Meistern, Vorarbeitern und Monteuren, die mit den beiden Firmengründern aus der sowjetischen Besatzungszone geflohen waren. In gemieteten, kleinsten Räumen in der Kepplerstraße in Ludwigsburg begannen sie zunächst mit der Reparatur von kriegsbeschädigten Maschinen. Ein Aufbaukredit der deutschen Bundesregierung erleichterte die finanzielle Entwicklung. Bessere und größere Räume fanden sie alsbald in der Königin-Olga-Kaserne in Ludwigsburg.

## Aufstieg des Unternehmens
Nach dem frühen Tod des Firmengründers Willi Burr im Jahr 1953, entwickelte Walter Trampusch das Unternehmen erfolgreich weiter. Schon im Jahre 1955 wurden über 500 Mitarbeiter beschäftigt und für ein neues Werk in Ludwigsburg in der Mörikestraße 81–83 der Grundstein gelegt. Es umfasste eine große Montagehalle mit circa 5.200 m² Arbeitsfläche und zwei große Hallen von zusammen etwa 6.000 m² für die gesamte mechanische Fertigung und eine Reihe von Zubehörräumen wie Härterei, Nitrieranlage, Messräume, Versuchsstationen, Laboratorien und sanitäre Einrichtungen, alles mit modernstem  technischen Ausrüstungen.
Die die Ludwigsburger Maschinenbau GmbH übernahm die Marktführerschaft bei den Feinstbohrwerken. Noch in den 1960er Jahren wurden numerisch gesteuerte Bearbeitungszentren entwickelt, mit denen das Unternehmen richtungsweisend für die gesamte Branche wurde. Führend wurde das Unternehmen bei der Herstellung von Sondermaschinen für Hinterachsgehäuse und die Pleuel-Fertigung. Im Jahre 1970 beschäftigt das Unternehmen über 1.100 Mitarbeiter.

## Krise
Die erste Ölpreiskrise im Jahre 1973 (Ölschock) führte zu einer spürbar nachlassenden Nachfrage der Automobilfirmen und motorbauenden Industrie, die durch eine steigende Nachfrage aus der Sowjetunion zunächst aufgefangen wurde. So erhielt Ludwigsburger Maschinenbau einen großen Auftrag für Sondermaschinen und Transferstraßen vom Kamaz Lastkraftwagen-Werk und einem LKW-Werk in Noworossijsk am Schwarzen Meer. Auch andere deutsche Maschinenbauer profitieren von der sowjetischen Nachfrage. Sie konnte jedoch die stark nachlassende Nachfrage westlicher Unternehmen nach Werkzeugmaschinen nicht ausgleichen.
Zu diesem Zeitpunkt war der Werkzeugmaschinenbau in Württemberg durch fünf Unternehmen repräsentiert. Neben der Ludwigsburger Maschinenbau GmbH waren dies die Karl Hüller GmbH in Ludwigsburg als Marktführer, Cross Europa-Werk GmbH in Wendlingen, EX-CELL-O GmbH Eislingen sowie Burkhardt & Weber GmbH Reutlingen.
Die Ludwigsburger Maschinenbau GmbH, aber auch die benachbarte größere Karl Hüller GmbH, waren nicht mehr voll ausgelastet, gingen in Kurzarbeit und hatten finanzielle Schwierigkeiten. Die Karl Hüller GmbH suchte nach einem Übernehmer und Kapitalgeber, den sie schließlich mit der Rheinstahl AG, die zur Thyssen Gruppe gehörte, fand. Rheinstahl AG fusionierte ihr Hille-Werk zum 1. Januar 1976 zur Firma Hüller-Hille GmbH mit Sitz in Ludwigsburg. Auch die Ludwigsburger Maschinenbau GmbH hätte die Möglichkeit gehabt, von der Rheinstahl AG übernommen zu werden.
Die in Aussicht stehende Übernahme der Karl Hüller GmbH durch Rheinstahl führte dazu, dass die deutsche Automobilindustrie jetzt bevorzugt die Karl Hüller GmbH mit Aufträgen unterstützte, während seit Sommer 1975 die Aufträge bei der Ludwigsburger Maschinenbau vollständig ausblieben. Ludwigsburger Maschinenbau baute zwar im Jahre 1975 280 Mitarbeiter ab, konnte aber nicht verhindern, dass Anfang Dezember 1975 nur noch 50 Prozent ihrer Kapazitäten ausgelastet waren und Zahlungsunfähigkeit eintrat.

## Insolvenz

### Insolvenzantrag
Das Unternehmen stellte am Montag, den 8. Dezember 1975 beim Amtsgericht Ludwigsburg Antrag auf Eröffnung des gerichtlichen Vergleichsverfahrens zur Abwendung des Konkurses. Zum vorläufigen Vergleichsverwalter wurde der Stuttgarter Rechtsanwalt Volker Grub bestellt. Zu diesem Zeitpunkt beschäftigte das Unternehmen noch 800 Mitarbeiter und 106 Auszubildende. Das Stammkapital der Gesellschaft betrug 5,6 Millionen DM, von dem 76,4 Prozent die Familie Burr mit Alice Burr, geb. Assum, ihrem Sohn Hartfried Burr sowie ihrer Tochter Gunde Maeker geb. Burr, hielt. Der Firmenmitgründer Walter Trampusch besaß nur noch eine Minorität von 24,4 Prozent.
Der  Geschäftsführer Hartfried Burr verfolgte den Vergleichsantrag für die Firma Ludwigsburger Maschinenbau GmbH nicht weiter, sondern erwarb bereits drei Tage, nachdem er diesen Antrag stellte, eine bestehende GmbH, die er in Burr GmbH umbenannte und mit der er wieder ein Maschinenbauunternehmen aufbauen wollte. Über die Weihnachtsfeiertage 1975 wurde er von Mitarbeitern gesehen, wie er im Hause der Ludwigsburger Maschinenbau GmbH Konstruktionszeichnungen vervielfältigte und mitnahm.
Weil selbst der Gesellschafter-Geschäftsführer nicht an den Fortbestand des Unternehmens glaubte, wurde am 15. Januar 1976 vom Amtsgericht Ludwigsburg das Anschlusskonkursverfahren eröffnet und Volker Grub zum Konkursverwalter bestellt. Dieser unternahm noch die letzten Versuche, das Unternehmen im Ganzen zu erhalten und führte Verhandlungen mit den letzten verbliebenen Interessenten für eine Gesamtübernahme, der Salzgitter AG und Bührle-Oerlikon, Zürich. Als diese fruchtlos blieben, leitete er die endgültige Stilllegung des Unternehmens ein.

### Abwicklung des Unternehmens

#### Auftragsabwicklungen in der Sowjetunion
Die Priorität lag darauf, alle Aufträge vollständig abzuwickeln. Dazu gehörten insbesondere die Aufträge aus der Sowjetunion. Die bestellten Maschinen waren bereits ausgeliefert, mussten jedoch in Russland montiert werden. Dazu waren 28 Monteure in die Sowjetunion entsandt worden. Für die Montagezeit war ein Jahr geplant.
Die Vergütungen, die für diese Montage vereinbart waren, waren bei weitem nicht kostendeckend. Grub verhandelte deshalb im Februar 1976 eine ganze Woche in Moskau mit den Geschäftsführern der beiden russischen Kunden, um neue Vergütungssätze zu vereinbaren. Die russischen Partner bezogen sich auf die bestehenden Lieferverträge und konnten nicht verstehen, dass diese vom Konkursverwalter nicht einzuhalten waren. Grub konnte sie schließlich überzeugen, als die russische Justiziarin eine deutsche Konkursordnung aus dem Jahre 1931 in ihren Beständen fand. Schließlich gelang es, neue Vergütungssätze zu vereinbaren und bis Ende 1975 mit den Monteuren der Ludwigsburger Maschinenbau alle in Russland stehenden Maschinen in Betrieb zu nehmen.

#### Programmverkäufe
Im April 1976 veräußerte Grub das Programm der numerisch gesteuerten Bearbeitungszentren an die Deutsche Industrieanlagen GmbH, ein bundeseigenes Unternehmen, das es im Fritz-Werner-Werk in Berlin zum Einsatz brachte. In Ludwigsburg wurde noch mit den Mitarbeitern der Ludwigsburger Maschinenbau GmbH ein Konstruktionsbüro unterhalten. Die Hüller-Hille GmbH übernahm von Grub einen Monat später das gesamte spanabhebende Programm der Sondermaschinen, insbesondere das Programm der Feinstbohrwerke.

#### Sozialplan
„Im Konkurs der Ludwigsburger Maschinenbau GmbH machte man hierzulande das erste Mal Bekanntschaft mit einem umfassenden Sozialplan.“ Im November 1976 vereinbarte Grub mit dem Betriebsrat einen Sozialplan für die 800 von der Kündigung betroffenen Mitarbeiter. Er sah Abfindungen in Höhe von insgesamt 7 Millionen DM vorsah. Dieser Umfang wurde von der württembergischen Industrie mit gewisser Sorge gesehen. Die Abfindungen kamen noch Weihnachten 1976 zur Auszahlung. Den Abschluss der Verwertungen brachte der Verkauf des Betriebsanwesens in der Mörikestraße 81–83 an die Firma Stihl in Waiblingen, die dort ein Zentrallager einrichtete.

#### IHK Ludwigsburg übernahm Lehrwerkstatt
Ludwigsburger Maschinenbau verfügte über eine ausgezeichnete Lehrwerkstatt, die mit modernen Maschinen und zwei Meistern besetzt war, die für eine optimale Ausbildung der Lehrling diente. Sie wurde im gesamten Bezirk geschätzt, weil das Unternehmen nicht nur für seinen eigenen Bedarf ausbildete. Zum Zeitpunkt der Konkurseröffnung waren 106 Lehrlinge beschäftigt. Die Ausbildung sollte unbedingt fortgeführt und auch die Lehrwerkstatt nach Möglichkeit erhalten werden. Dafür setzte sich die örtliche Industrie- und Handelskammer Ludwigsburg, aber auch der  Ministerpräsident von Baden-Württemberg, Hans Filbinger, ein, indem er das Vorhaben finanziell unterstützte. Unter Führung und Finanzierung der Industrie und Handelskammer Ludwigsburg gelang es, die Lehrwerkstatt fortzuführen und alle Lehrverhältnisse ordnungsgemäß zu beenden. Nur für die dauerhafte Fortführung dieser Lehrwerkstatt gab es keine Unterstützung.

### Volle Befriedigung der Gläubiger und Zinskonkurs
Die Ergebnisse der Verwertung führten bis zum Jahre 1979 zu einer vollständigen Befriedigung aller Konkursverbindlichkeiten, die sich auf 52,2 Millionen DM beliefen. Ein Betrag von 1,3 Millionen DM wurde für die Befriedigung der Konkursgläubiger nicht benötigt, dieser wurde jedoch einem sogenannten Zins-Konkursverfahren zugeführt, indem die Konkursgläubiger ihre Zinsforderungen ab Konkurseröffnung bis zu ihrer Befriedigung anmelden konnten. Hier wurde nochmals ein Betrag von 2,3 Mio. DM an Forderungen angemeldet, sodass auf die Zinsforderungen nochmals eine Quote von 45 Prozent ausgeschüttet werden konnte.